# Carl Ferdinand von Böltzig
Carl Ferdinand von Böltzig, auch von Boeltzig, (* 22. April 1738 in Spören; † 5. Januar 1796 in Unterlosa) war ein kursächsischer Major im Niederen Distrikt, Marsch- und Kreiskommissarius des Vogtländischen Kreises sowie Besitzer mehrerer Rittergüter.

## Leben
Böltzig stammt aus einem obersächsischen Adelsgeschlecht. Seine Eltern waren Ludwig August von Böltzig (* 29. März 1705; † 29. November 1750) und dessen Ehefrau Johanna Charlotte von Bissing. Sein Vater war preußischer Leutnant a. D. sowie Erb-, Lehn- und Gerichtsherr in Spören und Renneritz. Carl Ferdinand war der dritte von vier Brüdern. Er wurde am 22. April 1738 in Spören geboren und in der dortigen romanischen Kirche getauft. Nach seiner schulischen Ausbildung schlug er zunächst eine Militärlaufbahn im Dienst der Wettiner ein, bevor der nach seiner aktiven Militärzeit in deren Verwaltungsdienst trat. Nach dem Tod des Vaters erbte er gemeinsam mit seinen drei Brüdern die väterlichen Rittergüter im Kurfürstentum Sachsen.
Als Marschkommissarius des Vogtländischen Kreises stand er zunächst dem dortigen Kreiskommissarius, Kammerjunker und Major Carl Friedrich Ludwig von Watzdorff auf Kauschwitz, zur Seite, bevor er vor seinem Tod das Kreiskommissarius-Amt von diesem übernahm. Als Marschkommissarius rückte der Major im Oberen Distrikt, Carl Heinrich von Raab auf Tirpersdorf, nach.
Carl Ferdinand von Böltzig starb am 5. Januar 1796 in Unterlossa bei Plauen ohne männliche Nachkommen. Das in seinem Besitz befindliche Rittergut Renneritz fiel an seine beiden, ihn überlebenden Brüder Wilhelm Leopold (* 11. Mai 1737; † 14. Mai 1809) und Friedrich Rudolph von Böltzig (* 1. Juli 1739; † 12. Januar 1817) in Aken und Leisenau. Sein ältester Bruder Gottfried August von Böltzig (* 8. Mai 1736 † 15. September 1761) war hingegen bereits einige Jahre zu vor im Siebenjährigen Krieg bei Gostin gefallen.

## Familie
Er heiratete 1772 in Spören Louisa Amalia von Wuthenau († 25. Dezember 1824). Aus dieser Ehe gingen zwei Töchter hervor:
- Charlotta (* 1773) ⚭ Carl Otto von Tettau, preußischer Major
- Armgartha (* 1776) ⚭ Johann Gottfried Carl Papsdorf (* 1768)